# 藤沢御殿

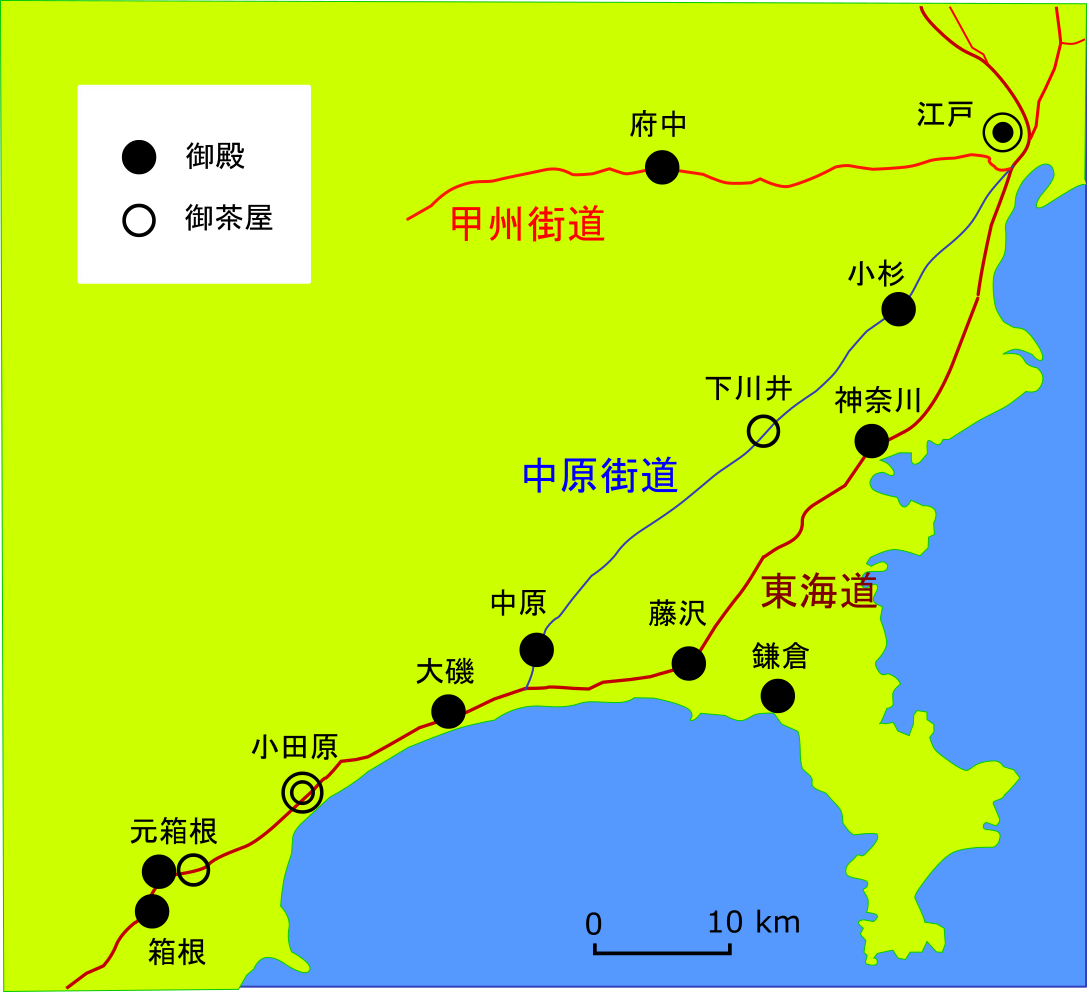
藤沢御殿と周辺の御殿・御茶屋

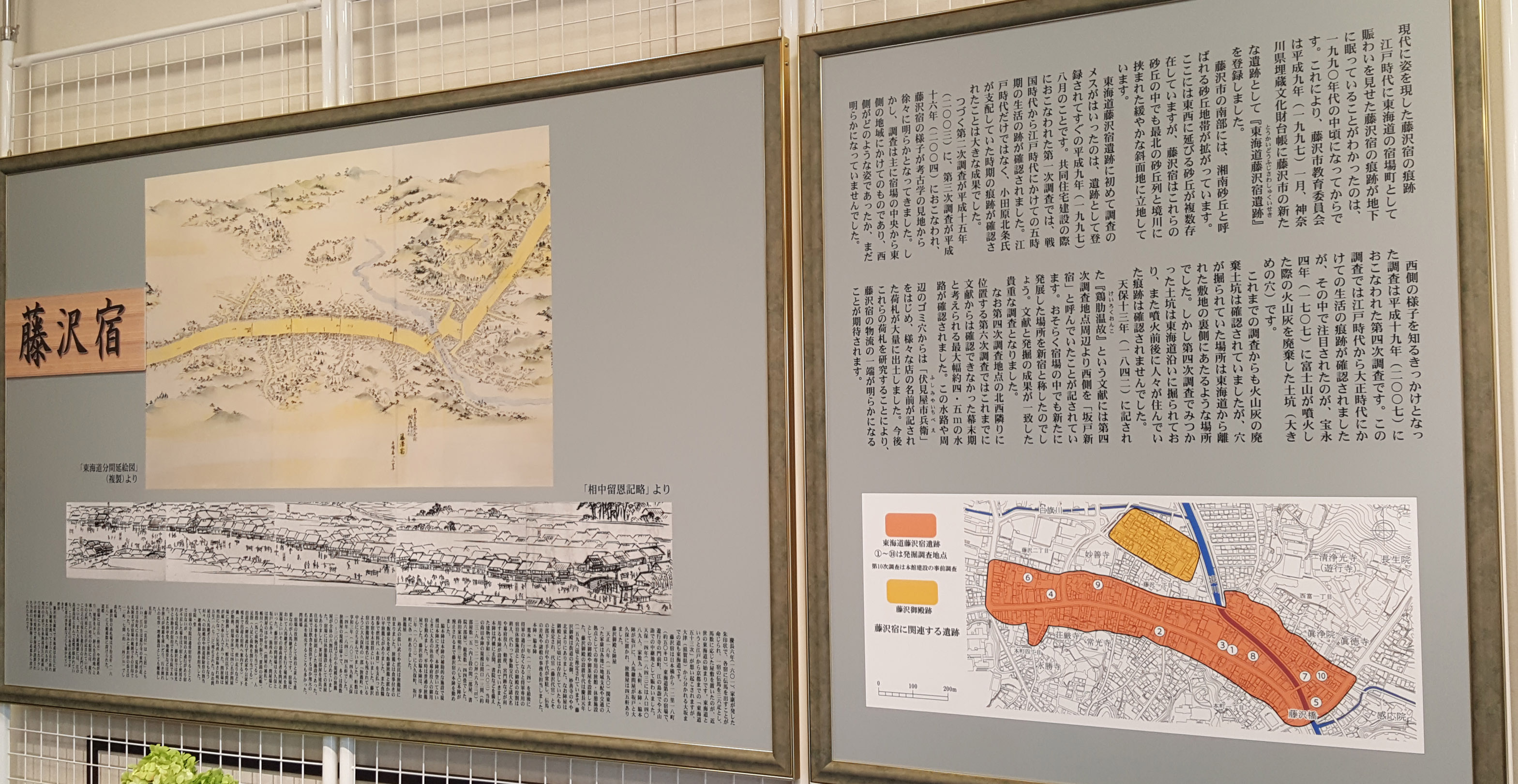
藤沢御殿（図右下の地図の薄茶色部分）は藤沢宿（同オレンジ色部分）のすぐ北に位置して、北は白旗川（御殿の掘割）、西は境川に接していた。（ふじさわ宿交流館の掲示資料）

藤沢御殿（ふじさわごてん）は、相模国藤沢（現在の神奈川県藤沢市藤沢二丁目）にあった徳川将軍家の御殿（別荘）である。御殿は、現在の旧藤沢公民館と藤沢市民病院の間にあった。

## 概要
藤沢御殿は藤沢宿が設置される前の慶長元年（1596年）頃に築かれたと推定される。徳川家康は天正18年（1590年）関東に入ると地域支配の拠点、休憩・宿泊施設として御殿やお茶屋を設置した。記録としては『慶長記』に徳川家康が慶長5年（1600年）に鎌倉遊覧のため訪れた記述があるのが最初で、秀忠、家光と寛永11年（1634年）まで28回利用されている。
資料によると四方は水堀で囲まれ、内土塁と外土塁がめぐらされている東南の堀は幅6間、深さ2間半、南北の堀は幅5間、深さ2間半で、外土塁の外側は東西106間、南北62間で、内土塁の中は東西86間、南北36間の広さがあった。表御門は東海道に面した南側にあり、裏御門は東側にあった。表御門の西側には御殿番所、東側には代官陣屋が立ち並んでいた。総面積は6,000坪に及び、これは城郭構えである事は明らかである。
2000年8月には藤沢御殿に関し、初の考古学調査が行われ西側の堀の遺構が確認された。相模国内には13箇所の御殿、御茶屋が資料に記載され、うち純然たる城郭構の将軍の恒常的な宿泊施設は4箇所を数える。これらは藤沢御殿のように水堀と土塁または石垣が巡る方形の城郭に準じて造営された（なお、同国内の御殿は元禄時代に全て破却された）。
将軍による藤沢御殿の利用は寛永11年（1634年）が最後である。その後、江戸で発生した明暦の大火（1657年）に伴う江戸城再築のために建築物が取り払われた。天和2年（1682年）には跡地が検知され耕地となった。現在では、御殿橋、陣屋小路、陣屋橋、鷹匠橋などが残るほか、藤沢市民病院付近には御殿辺公園などの地名が残っている。

## 交通
- 小田急電鉄江ノ島線 藤沢本町駅